# 若纳克
若纳克（法語：Jaunac，法語發音：[ʒonak]）是法国阿尔代什省的一个市镇，属于罗讷河畔图尔农区。

## 地理
若纳克（44°55'10"N, 4°23'57"E）面积3.92 平方千米，位于法国奥弗涅-罗讷-阿尔卑斯大区阿尔代什省，该省份为法国东南部内陆省份，北起顺时针与卢瓦尔省、伊泽尔省、德龙省、沃克吕兹省、加尔省、洛泽尔省和上盧瓦爾省接壤。
与若纳克接壤的市镇（或旧市镇、城区）包括：阿孔、勒谢拉尔、圣让鲁尔、圣马丹德瓦拉马斯。

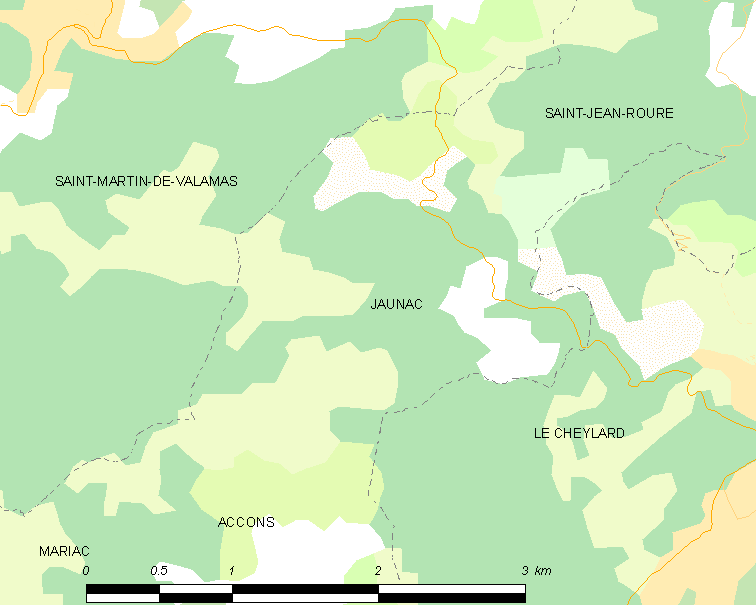
若纳克的OSM定位图

若纳克的时区为UTC+01:00、UTC+02:00（夏令时）。

## 行政
若纳克的邮政编码为07160，INSEE市镇编码为07108。

## 政治
若纳克所属的省级选区为上埃里约县。

## 人口

1962-2008年间若纳克人口变化图示

若纳克于2022年1月1日时的人口数量为121人。